# Pierre Bazzo
Pierre Bazzo (Bourg, 17 gennaio 1954) è un ex ciclista su strada francese.

## Carriera
Dilettante, è membro del Vélo-Club Saintais. Professionista dal 1978 al 1982, ha vinto il Bretagne Classic Ouest-France  nel 1980. 
Professionista dal 1977 al 1985, ha vinto il Bretagne Classic Ouest-France nel 1983. Durante la sua carriera, è stato compagno di squadra di Lucien Van Impe e Joop Zoetemelk. Ha tre secondi posti di tappa al Tour de France (uno nel 1980 e due nel 1981). Nella Grand Boucle il suo miglior piazzamento fu il 9º posto, nel 1980.
Dopo la sua carriera, è diventato direttore sportivo della squadra Fagor.

## Palmarès
- 1979

Cholet Agglo Tour
- 1982

Cholet Agglo Tour
- 1983

Tour de Vendée
Bretagne Classic Ouest France
- 1984

Grand Prix du Morbihan

## Piazzamenti

### Grandi Giri
- Tour de France

1977: ritirato
1978: 21°
1979: 33°
1980: 9°
1981: 31°
1982: 39°
1984: ritirato
1985: 21°
- Vuelta a Espana

1985: 21°